# スローニン
『スローニン』は、吉田聡による日本の漫画。『ビッグコミックスピリッツ』（小学館）にて、1987年より1988年まで連載された。全46話。

## 概要
コッセツとラッキューの凸凹コンビが繰り広げる、笑い有り涙有りの青春漫画。著者の吉田聡が『湘南爆走族』などの学園ものから、はじめて高校以外に舞台を移した連載漫画である。

## 物語
浪人中の「ラッキュー」がヒョンなことから「コッセツ」と名のる素浪人の男と出会った。ラッキューの下宿先に無理矢理コロがり込んだコッセツは、ここ海岸通りの町でラッキューとなんでも屋をはじめる。辛い過去の出来事に心の傷を負っていた青年達は、様々な出会い・出来事を通して過去に向き合い、再び自らの足で立ち上がる。　

## 登場人物

### たばこ屋の住人
武藤兵庫 / コッセツ
本編の主人公。「なんでも屋」を生業にして全国を渡り歩いている素浪人（スローニン）。
ラッキューと同年齢（20歳）。198センチメートルの大男。筋肉質で到るところに手術の傷跡がある。◎マークのついたTシャツと麦藁帽子・口ひげが特徴。
明るくお調子者でひょうきん、大食漢の力持ちで、食えるものならなんでも拾って食う。大将曰く「レッドキングが熱血したような男」。
高校時代は全国的に有名なラガーマンで重戦車の異名を持っていたが、3年前の試合中の事故で大怪我を負う。完治後パワーダウンしてしまった体に生きる目標を失いジャージを脱ぎ、自分探しの無銭行脚をしていた。
ラグビーポジションはナンバーエイト。スクラムをまとめる名人で「伝説のナンバー8」とも呼ばれていた。
人懐こい性格で、彼の周りには、常に人が集まって来る(過去のラガーマンの時も同様)。
大怪我（五箇所の骨折）から、自ら骨折（コッセツ）と名乗っている。髭のない過去の素顔は、かなりのいい男。
諏訪大吉 / ラッキュー
海岸通り町に下宿する2浪の浪人生（20歳）。神経質気味で正義感が強く、誰にも説教をかます。大雑把な性格のコッセツとは正反対でよく喧嘩をするが、なんだかんだ言ってもコッセツに協力して「なんでも屋」をやっている。
不機嫌になると口が尖がり、酒に弱く酒乱。華奢な体格だが元甲子園球児。草野球の助っ人で大活躍をする。
高校時代は野球部員で、絶対的なエースピッチャーのおかげで、甲子園大会の決勝戦まで出場(怪我したレギュラーの補欠選手として)。決勝戦の9回に守備のセンターで最後のフライを落球する大エラーを起こしてチームは逆転負けをする。これがトラウマになり今でも悪夢にうなされる。
この甲子園大会後に級友・チームメイトに落球（ラッキュー）のあだ名でよばれる。なぜか故郷と離れた海岸通りでも、ラッキューのあだ名で呼ばれることが多いが、本人はこのあだ名は好きではない。
たばこ屋のおばあちゃん
孫のあつ子と二人暮し、海岸通りでたばこ屋を経営している。本人もヘビースモーカーでたばこの不始末でボヤ騒ぎを起こしている。伴侶は死亡しているが、かなりファンキーな人だったらしい。浪人中のラッキューを下宿させている。
コッセツに関しても大飯喰らいで食費がたいへんとは言いつつも家族のような扱いをしている。
あつ子
たばこ屋のおばあちゃんの孫。高校2年生。黒髪のショートヘアー。へんな食事の出し方をする。ラッキューにほのかに恋心を持っており、咲をライバル視している。おばあちゃんの子供=あつ子の親については語られていない。
武藤咲 / 咲ちゃん
コッセツの妹。高校1年生（16歳）外見は兄には似ておらず、身長はあつ子よりも小さいが胸はあつ子よりも大きい。茶髪のロングヘアーの美少女。夏休みの間、コッセツを訪ねてたばこ屋に遊びに来る。ラガーマン時代の兄を誇りに思っており、今のコッセツの状態をかなり心配している。ジーパンに白のTシャツの服装と、ズーズーしいところはコッセツに似ている。

### 依頼人/海岸通りの人々
鉢条二郎 / 大将
海岸通りのチンピラの大将（20歳）。小太りでリーゼント頭に剃り込みを入れている。子分と恐喝・ショバ代集め・窃盗・ケンカなど悪さばかりして、その都度コッセツにとっちめられる。実は老舗八百屋の次男で、店の跡取りを掛けた「一晩で白菜をトラック一杯にする」という仕事を「なんでも屋」に依頼する。紆余曲折を経ながらもコッセツ・ラッキューと仕事を完遂し、これからまともに生きることを決心する。
定岡巡査
海岸通り警察署の巡査。身長189センチメートル。角刈り・鷹の目・顎に傷がある。ウェイトリフティング重量級の日本チャンピオンで、ごつい体をしている。ラグビー好きで武藤兵庫のことも昔から良く知っていた。部下に「本官は」が口癖の下顎がない警官がいる。
豊富タカノリ
「なんでも屋」の最初の依頼人。小学4年生、お金持ちのナマイキな態度のせいで、学校でいじめられている。ガールフレンドの井上トモ子が転校するため、最後のデートをいじめっこに妨害されないように、ボディーガードを依頼する。他人本位・拝金主義の態度が直らないため、依頼は断られて、デートはいじめっ子達により最悪の結果となった。
デート後の夜、情けない自分を謝罪するため、60キロ離れた井上トモ子の家にコッセツ・ラッキューとともに疾走する。
「屋台のおでんや」のおばちゃん
つれあいのじーちゃんの埋蔵金掘りの手伝いを「なんでも屋」に依頼する。これには訳があった。
把手漬太朗（とって つけたろう）
埋蔵金掘り30年のじいさん。家から見つかった古文書を信じて埋蔵金探しをつづけている。
夢について、トロイの木馬をみつけたシュリーマンを例えて、コッセツ・ラッキューに語った。
諏訪小吉
ラッキューの父親。定年間近の公務員。ボーズ頭に眼鏡。窓際で地味に仕事している姿に「お地蔵さん」みたいと言われている。息子の高校野球での活躍だけが自慢で、美砂城高校が躍進しているときは活き活きしていたが、大吉の落球ともに元の地味な仕事姿に戻った。　
休暇をとってラッキューの下宿先の海岸通りに訪れる。親子ともども酒乱。
海岸通り商店街の工場社長
草野球チームの「海岸通り商店街チーム」の監督。ライバルの「有北梨商店街チーム」の監督（こちらも工場の社長）と張り合っているが、今期は9敗1分けで負けている。野球が上手いラッキューと、ついでにコッセツに助っ人を依頼した。
浜村加奈絵
コッセツの元恋人。婚約している北原監督とコッセツに合うため海岸通りに訪れる。高校時代はパーマ掛けたスケ番調だったが、現在はストレートのログヘアーで清楚な大人の女性になっている。
コッセツの大事故後に別れを切り出して去ってしまったため、コッセツは「健康な体を失い・恋人も失う」という二重のトラウマを負うことになった。3年後も夢でうなされて彼女の名前を呼んでしまう。
北原監督
緑竜高校のラグビー部の監督（23歳）。コッセツの元上役で大学に通いながら、高校のラグビーの指導していたが、浜村加奈絵と婿養子結婚するために引退を予定している。最後の教え子大城畳児が非行に走ってしまい、再びラグビーに興味を持ってもらうべく、大城をコッセツに合わせようと海岸通りに訪れる。コッセツの現状を理解できず、ラッキューと口論になる。
この大城の更生が「なんでも屋」への最後の依頼となり、コッセツが復活するキッカケになる。
大城畳児
緑竜高校→矢塀学院高校1年生。身長189センチメートル。ラグビーの秀でた素質を持っていたが、素行不良で緑竜を退学となり、海岸通りの矢塀学院に転入している。この学校では、全くラグビーしていない。素行不良の要因は自信過剰と常に自分と比べられる「武藤兵庫」の噂であった。
ある晩、ラガーマンとして復活したコッセツにラグビーで完敗し、再びラグビーに対する情熱を燃やすようになる。ラグビーのポジションはスクラムハーフ。
たばこ屋の常連客
いつも、タバコとは違うものを注文して、たばこ屋の住人を呆れさせる。

## 書誌情報
- 吉田聡 『スローニン』 小学館 〈ビッグコミックス〉、全4巻
  1. ｢コッセツとラッキュー」 1988年1月1日発行 ISBN 4-09-181491-3
  2. ｢ファミリー」 1988年2月1日発行 ISBN 4-09-181492-1
  3. ｢スクラムトライ」 1988年6月1日発行 ISBN 4-09-181493-X
  4. ｢再びのボール」 1988年8月1日発行 ISBN 4-09-181494-8
- 吉田聡 『スローニン 吉田聡ベストセレクション』 大都社 〈ダイトコミックス〉、全4巻
  1. 2000年11月発行 ISBN 4-88653-707-3
  2. 2000年11月発行 ISBN 4-88653-708-1
  3. 2000年12月発行 ISBN 4-88653-709-X
  4. 2000年12月発行 ISBN 4-88653-710-3
- 吉田聡 『スローニン』 小学館 〈小学館文庫〉、全3巻
  1. 2011年2月15日発行 ISBN 978-4-09-196112-9
  2. 2011年3月15日発行 ISBN 978-4-09-196113-6
  3. 2011年4月15日発行 ISBN 978-4-09-196114-3

## 備考
- ラッキューは、吉田の次の連載作『DADA!』で、本作エピローグでなった新聞記者役でゲスト出演している。
- 草野球の場面で4アウトなどのルール上間違った描写がある。
- 宮崎駿は『バードマン・ラリー 鳥人伝説』の解説で、本作品も賞賛している。